# Arxiu Municipal Contemporani de Barcelona
L'Arxiu Municipal Contemporani de Barcelona (AMCB), abans Arxiu Municipal Administratiu (AMA), és responsable de l'ingrés, la custòdia, el tractament i la difusió de la documentació produïda i rebuda per l'Ajuntament de Barcelona i altres fons documentals institucionals des del primer terç del segle xix fins a l'actualitat. Dona servei a l'Administració i també als investigadors, estudiosos i ciutadans.
A nivell orgànic, forma part de l'Arxiu Municipal de Barcelona, juntament amb l'Arxiu Històric de la Ciutat de Barcelona, l'Arxiu Fotogràfic de Barcelona, els deu arxius municipals de districte i els arxius centrals.

## Història
La creació del primer arxiu a Barcelona està relacionada amb la creació del primer govern municipal autònom (el Consell de Cent), creat a mitjan segle xiii, gràcies a un privilegi concedit pel rei Jaume I. Aquest fet, sumat a l'augment de la importància de la ciutat de Barcelona, així com pel seu caràcter comercial, van fer imprescindible la creació d'un organisme municipal que aplegués la documentació produïda per aquest govern.
L'esmentada documentació va romandre custodiada com un tot fins a l'any 1917, moment en què es va crear l'Oficina Municipal d'Investigacions Històriques, que va resoldre separar els fons documentals municipals en dues tipologies —documents administratius i documents històrics— amb l'objectiu de potenciar d'aquesta manera la investigació històrica sobre Barcelona.
Això va propiciar la creació de l'Arxiu Històric de la Ciutat de Barcelona i de l'Arxiu Municipal Administratiu. Mentre que el primer va ser instal3lat a la Casa de l'Ardiaca, adquirida per l'Ajuntament, l'Arxiu Administratiu va allotjar-se en tot un seguit de dependències que no estaven preparades per a custodiar els documents.
Al principi, l'Arxiu Municipal Administratiu va mantenir la ubicació que tenia quan estava unificat, en concret a la segona planta de la Casa de la Ciutat, a la plaça de Sant Jaume, fins que, el 1927, va ser necessari alleugerir els serveis administratius ubicats a l'Ajuntament amb motiu de la preparació de l'Exposició Internacional de Barcelona del 1929. Es van plantejar diverses opcions per allotjar l'Arxiu, com ara construir un edifici nou que tingués les solucions tècniques necessàries per al correcte tractament i custòdia dels fons dipositats. Finalment, però, aquesta opció no va reeixir i es va optar per traslladar l'Arxiu al carrer de la Ciutat, on recentment s'havia construït un edifici per a dependències municipals. Allà hi va tenir la seu fins a l'any 1946.
Uns anys més tard, i a causa del gran creixement documental que sobrepassava la capacitat dels dipòsits de les dependències del carrer de la Ciutat, es va cedir a l'Arxiu un local a la Ronda de Sant Pau, 38, i un altre a l'antic Hospital de la Santa Creu, on es va traslladar la documentació menys utilitzada i la dels antics municipis annexionats del Pla de Barcelona.
Posteriorment, l'Arxiu es va traslladar a un edifici ubicat al carrer dels Templers, 3-5, que, d'acord amb un informe del responsable de l'Arxiu l'any 1965, no reunia les condicions tècniques idònies, ja que es tractava d'un edifici en ruïnes amb unes condicions de treball i de conservació dels documents totalment deficients.
El periple de l'Arxiu va finalitzar amb el trasllat a la seva seu actual, situada en un edifici de propietat municipal, construït a mitjan segle xix i emplaçat a la confluència dels carrers del Bisbe Caçador, baixada de Caçador i del Sotstinent Navarro. Entre els motius que van propiciar que s'optés per aquest emplaçament es va tenir en compte la proximitat a les oficines municipals i la disponibilitat immediata de l'edifici, ja que estava pràcticament desocupat. Actualment resta pendent de cloure la darrera fase del projecte, que ha de permetre edificar l'interior de l'illa, tot respectant l'assentament arqueològic existent.

## Instal·lacions
L'Arxiu Municipal Contemporani de Barcelona disposa de dos edificis: d'una banda, el de la seva seu actual i, de l'altra, el de l'Arxiu Intermedi. El primer, situat al carrer del Bisbe Caçador, 4, custodia la documentació històrica i de conservació permanent i fa, per tant, funcions d'arxiu definitiu. El segon, situat al carrer de la Ciutat de Granada, 106, tracta la documentació en procés d'avaluació i de mostreig.
Les instal·lacions de la seu tenen una superfície de 3.020 m2, dels quals 2.100 m2 es destinen al dipòsit de documentació (12.246,48 metres lineals l'any 2015), i tenen una ocupació actual de 10.740,85 metres lineals de documents. A més, l'edifici està dota d'una sala de consulta i una sala de treball.
Pel que fa a l'Arxiu Intermedi, té una superfície de 2.685 m2, amb una capacitat màxima de 8.163 metres lineals de prestatgeries per efectuar les funcions de prearxivatge, i té una ocupació actual de 7.313 metres lineals. També està dotat d'una sala de consulta amb 10 punts de lectura i una sala de treball.
També depèn de l'AMCB l'Arxiu de Població, secció que custodia i certifica el Padró Municipal d'Habitants. Ocupa uns espais de l'edifici municipal de la plaça Pi i Sunyer, 10, en els quals hi ha les zones de treball del personal i els dipòsits de documentació on es conserven els padrons municipals d'habitants des del 1955 fins al 1996.

## Fons
L'AMCB gestiona dos tipus de fons documentals: els municipals i els institucionals. El fons principal és el produït per l'Ajuntament de Barcelona en la realització de les seves funcions i competències, que el 1917 es va dividir en dues seccions: la històrica i l'administrativa. La part medieval i moderna es va traslladar a l'Arxiu Històric de la Ciutat de Barcelona, ubicat a la Casa de l'Ardiaca, mentre que la resta del fons va seguir sent gestionat a la Casa de la Ciutat a través de l'Arxiu Municipal Administratiu.
Per les característiques d'aquest fons municipal, l'Arxiu té, a més del vessant administratiu, un d'històric, ja que conserva la documentació produïda per l'Administració municipal de Barcelona durant els segles XIX i XX, concretament des de l'any 1820 fins a l'actualitat. Per recollir millor aquesta doble condició, l'any 2010 va canviar el nom per Arxiu Municipal Contemporani de Barcelona.
L'Arxiu també custodia fons i documentació que, malgrat que tenen una vinculació municipal, no han estat produïts estrictament per l'Ajuntament. Són els Fons Institucionals, que han estat generats per institucions i òrgans encarregats de la gestió i organització de grans esdeveniments vinculats a Barcelona amb una transcendència extraordinària en la història contemporània de la ciutat.

### Fons municipals
D'entre totes les seccions del fons de l'Ajuntament de Barcelona, una de les més rellevants és la d'Urbanisme i obres. Inclou la documentació referent a planejament i gestió urbanística, ordenació de la ciutat, obres públiques municipals i disciplina urbanística. Està dividida en subseccions i sèries documentals, entre les quals es poden destacar les següents:
- Q101 Urbanització i reforma (1863-1957): Inclou documentació referida a la urbanització de terrenys i ordenació de zones ja urbanitzades tant a Ciutat Vella i l'Eixample com als municipis annexionats a Barcelona a finals del segle xix i principis del xx.
- Q102 Planejament (1887-2003): Engloba documentació referida a la planificació urbanística del territori municipal mitjançant plans generals d'urbanització, plans de reforma interior, plans d'eixample de les poblacions, plans especials i parcials, etc.
- Q118 Gestió urbanística (1939-2002): Inclou expedients relatius a la cessió de terrenys viaris, parcs, jardins i edificis públics, a l'expropiació forçosa i desnonament administratiu de finques, a la transmissió de parcel·les del patrimoni municipal i a altres actuacions juridicoadministratives. Inclou també expedients referents a planejament urbanístic com els plans generals d'ordenació urbana, plans especials i parcials d'urbanització, etc.
- Q122 Llicències d'activitats (1949-1999): Reuneix la documentació generada durant el tràmit d'atorgament de permís municipal per obrir un establiment comercial, industrial o de serveis, també per a la posada en funcionament d'aparells i instal·lacions industrials diverses. Aquestes llicències regulen els locals, la maquinària, l'aforament i les instal·lacions amb la finalitat de garantir les condicions de tranquil·litat, seguretat i salubritat de la població veïna i de controlar que l'activitat estigui d'acord amb els usos autoritzats segons la zona de la ciutat.
- Q127 Obres majors (1836-1989): Conserva expedients generats per la tramitació del permís municipal necessari per a qualsevol tipus d'obra per part de particulars.
- Q134 Obres públiques (1833-2011): Reuneix la documentació generada per la mateixa acció municipal en la planificació, el projecte, la gestió i l'execució de qualsevol tipus d'obra pública municipal: enllumenat, pavimentació, clavegueram, construcció i millores d'edificis municipals, obertura o urbanització de places, carrers, passeigs i jardins, així com la instal·lació de mobiliari urbà i la construcció de xarxes de comunicació.

Cal esmentar també el conjunt de plànols que es custodien a l'Arxiu, ja que tot i que no té una secció cartogràfica pròpiament dita, conserva una destacada quantitat de documents cartogràfics i projectes arquitectònics vinculats als expedients de diverses sèries documentals. També destaca la documentació cartogràfica generada pel desaparegut Servei del Pla de la Ciutat. Són plànols topogràfics en gran part generats per la brigada de topògrafs d'aquest departament i, en part, plànols de base recopilats amb finalitat informativa (plànols i projectes d'urbanització dels antics municipis del Pla annexionats a Barcelona) i d'expressar la realitat parcel·lària i l'activitat constructiva en el conjunt del terme de Barcelona. D'aquest conjunt documental cal destacar els topogràfics magistrals a escala 1:200 i 1:500.
Finalment, destaquen els expedients de llicències d'obres particulars i d'obres públiques municipals, ja que inclouen projectes tècnics arquitectònics rellevants que, amb l'objectiu que es conservin millor, han estat separats de l'expedient al qual pertanyen. Com a exemple, trobem projectes d'arquitectes i urbanistes com ara Antoni Gaudí, Lluís Domènech i Montaner, Josep Puig i Cadafalch, Josep Lluís Sert o Jean-Claude-Nicolas Forestier. Els plànols s'han restaurat i dipositat convenientment en mobles especials per a documents cartogràfics.

### Fons institucionals
D'entre els fons institucionals cal destacar el de HOLSA, Barcelona Holding Olímpic, SA, el hòlding d'empreses per impulsar els projectes de transformació urbanística de Barcelona per a la celebració dels Jocs Olímpics del 1992 que es va constituir per acord de l'Administració de l'Estat i l'Ajuntament de Barcelona l'any 1989.
Està format per la documentació generada per aquest organisme encarregat de la construcció de la major part de les infraestructures urbanístiques, edificis i instal·lacions esportives necessàries per als Jocs Olímpics del 1992. Aquesta documentació es va dipositar a l'AMCB en aplicació del conveni subscrit l'abril del 1992 entre HOLSA i l'Ajuntament de Barcelona, que establia l'organització i el posterior traspàs de la documentació administrativa i tècnica generada per les diferents societats que integraven Barcelona Holding Olímpic, SA (IMPUSA, AOMSA i VOSA).
Cal destacar també el fons del COOB'92, el comitè organitzador dels Jocs Olímpics de Barcelona 1992, que reuneix la documentació resultant de l'acció de govern, gestió administrativa i l'activitat d'aquest organisme i els diferents departaments en què es va estructurar organitzativament.
Aquest fons va ser dipositat a l'AMCB el 1993, en compliment d'un dels articles de la carta fundacional de la Fundació Barcelona Olímpica per garantir-ne la custòdia, conservació i posterior difusió i consulta, i conté documentació generada entre el 1981 i el 1993. Està estructurat en seccions que reflecteixen la seva organització interna (Administració, Finances, Allotjament, Atenció a la família olímpica, Conseller delegat, Construcció, Comercial, Gabinet del conseller delegat, Imatge i comunicació, Infraestructures, Informàtica, Logística esportiva, Logística, Alimentació, Organització de competicions, Oficina Olímpica, Operacions de premsa, Mitjans de comunicació, Paralímpics, Planificació i control, Recursos humans, Relacions externes, Seguretat, Telecomunicacions, Unitats operatives, Voluntaris, Vil·les, i OCSA [[[Olimpíada Cultural]], SA]).

## Serveis
L'Arxiu ofereix als ciutadans i usuaris la possibilitat de consulta i reprografia de documents, assessorament i orientació als usuaris, visites comentades, reserva de documents, així com diverses activitats de formació i difusió del patrimoni documental i de la història de Barcelona. També es realitzen consultes de recerques especials i col·labora en diversos projectes culturals.